# Vitex doniana
Espèce
Synonymes
- Vitex cienkowskii Kotschy & Peyr.[1] [2]
- Vitex cuneata Thonn.[2]
- Vitex dewevrei De Wild. & T.Durand[1]
- Vitex homblei De Wild.[1]
- Vitex pachyphylla Baker[1]
- Vitex umbrosa G.Don ex Sabine[1]

Statut de conservation UICN

 LC  : Préoccupation mineure
Vitex doniana est une espèce de plantes à fleurs de la famille des Lamiaceae et du genre Vitex. C'est un arbre répandu dans toute l'Afrique intertropicale, présent également aux Comores et à La Réunion.

## Appellations
Communément appelée « prunier noir », on lui connaît de nombreux noms locaux, tels que : oum dougoulgoun (arabe), bi (baya), galbiki (foulfouldé), ɗinya (haoussa), ãadga (mooré), shike koma, garbo (kapsiki), Fongni / Fonyi (mina), Tchangbayè (Kabyè)  , zekad (mafa), seked (mofu) et koronin fin (bambara). 
En raison de son aspect sphérique et noir, la graine comestible est également nommée « prune noire », « bois de bouchon », « grain bouchon », « graine bouchon ». Ces dernières appellations sont communes sur l'île de La Réunion où l'espèce a été introduite en 1839 par le botaniste français Claude Richard.

## Description
L'arbre peut atteindre 10 à 15 mètres. Les fruits, tout d'abord verts, mûrissent de mai à novembre et deviennent noirs et sucrés. 

## Répartition et habitat
Elle est présente en Afrique et dans l'Océan Indien.
Sur l'île de la Réunion, on la rencontre généralement dans les bas de l'île, souvent à l'état d'arbre isolé.
Il est présent dans les grands jardins publics comme le Musée de Villèle, le jardin de l'État à La Réunion ou en alignement le long des routes comme à l'Anse des Cascades.

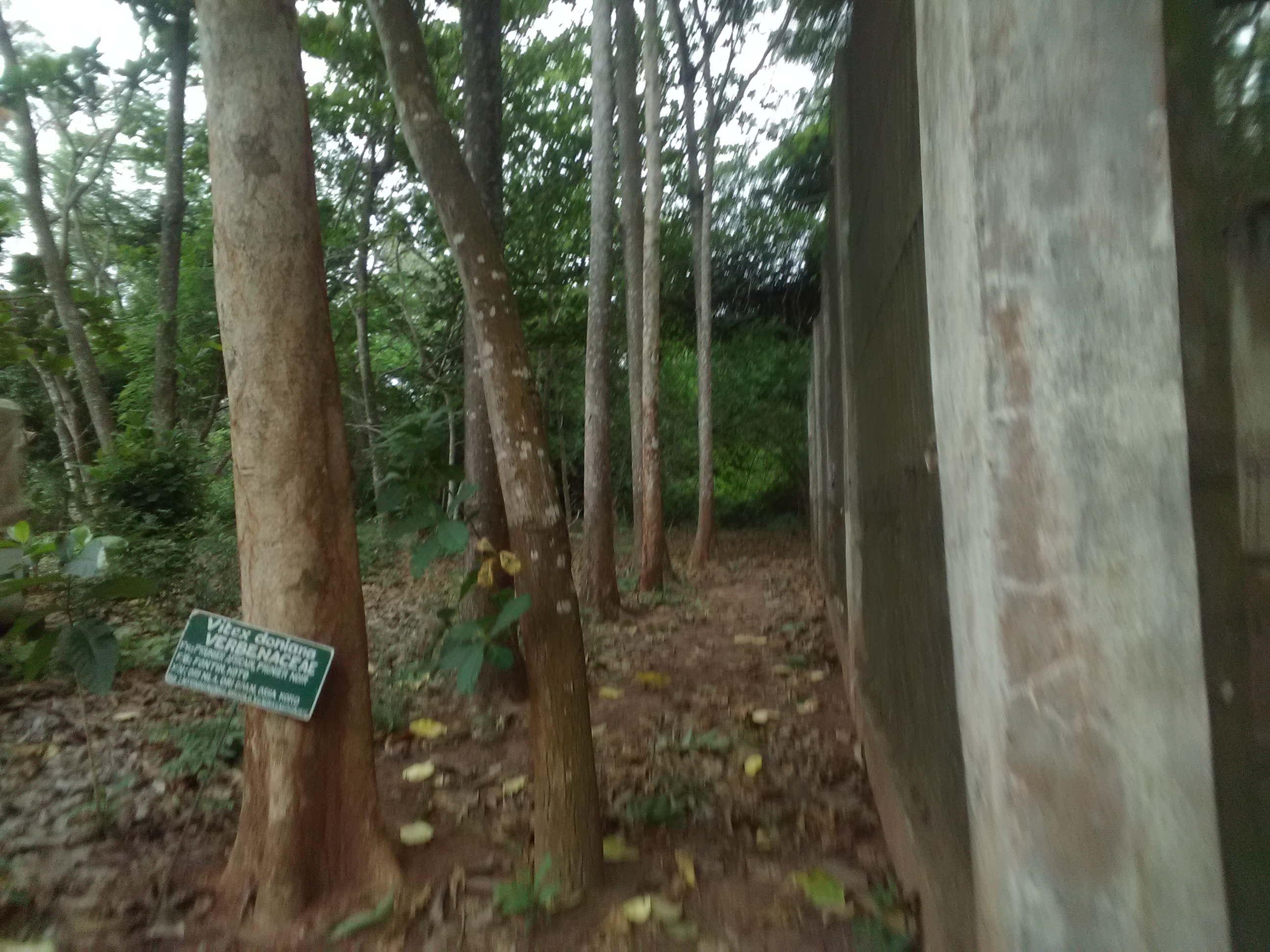
Tronc de V. doniana au jardin botanique et zoologique de l'université d'Abomey-Calavi (au Bénin).
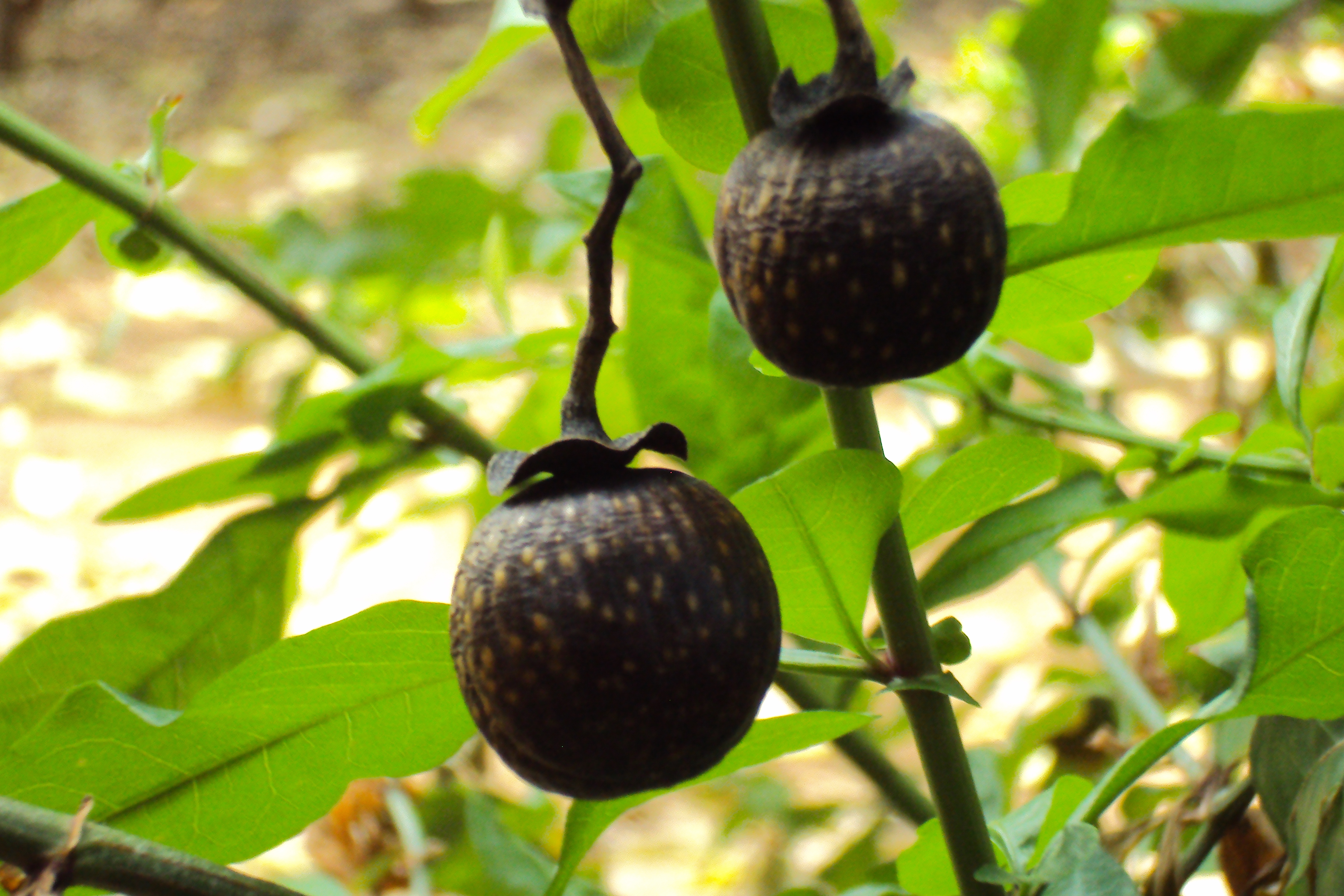
Fruits sur l'arbre (à La Réunion).
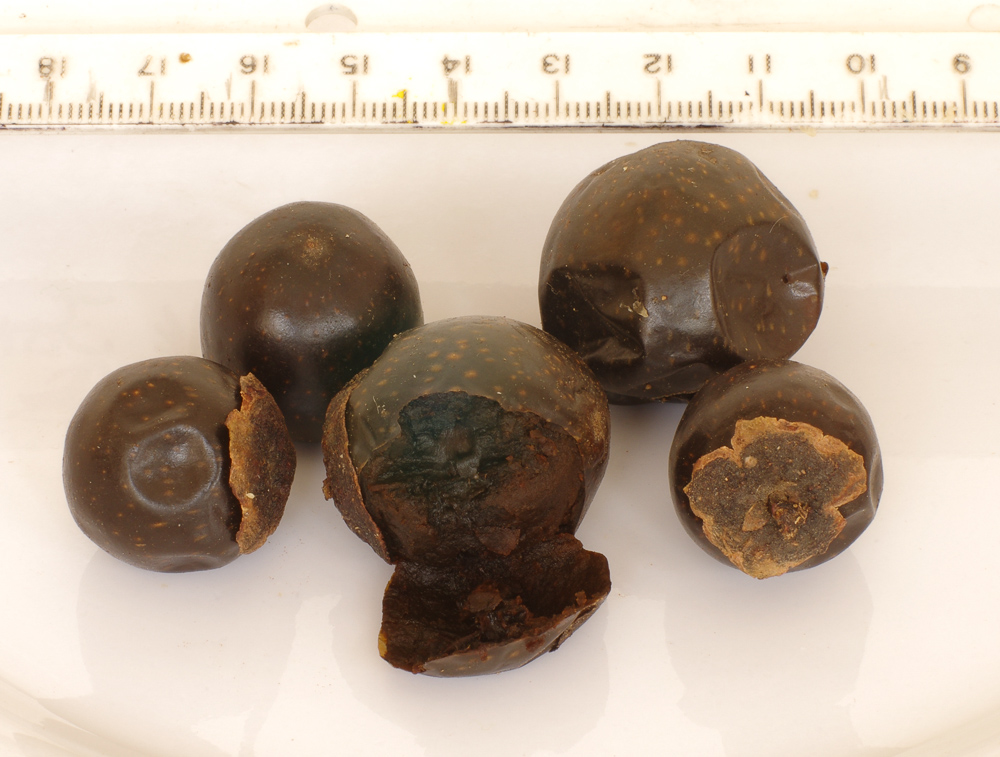
Fruits, avec échelle (au Sénégal).
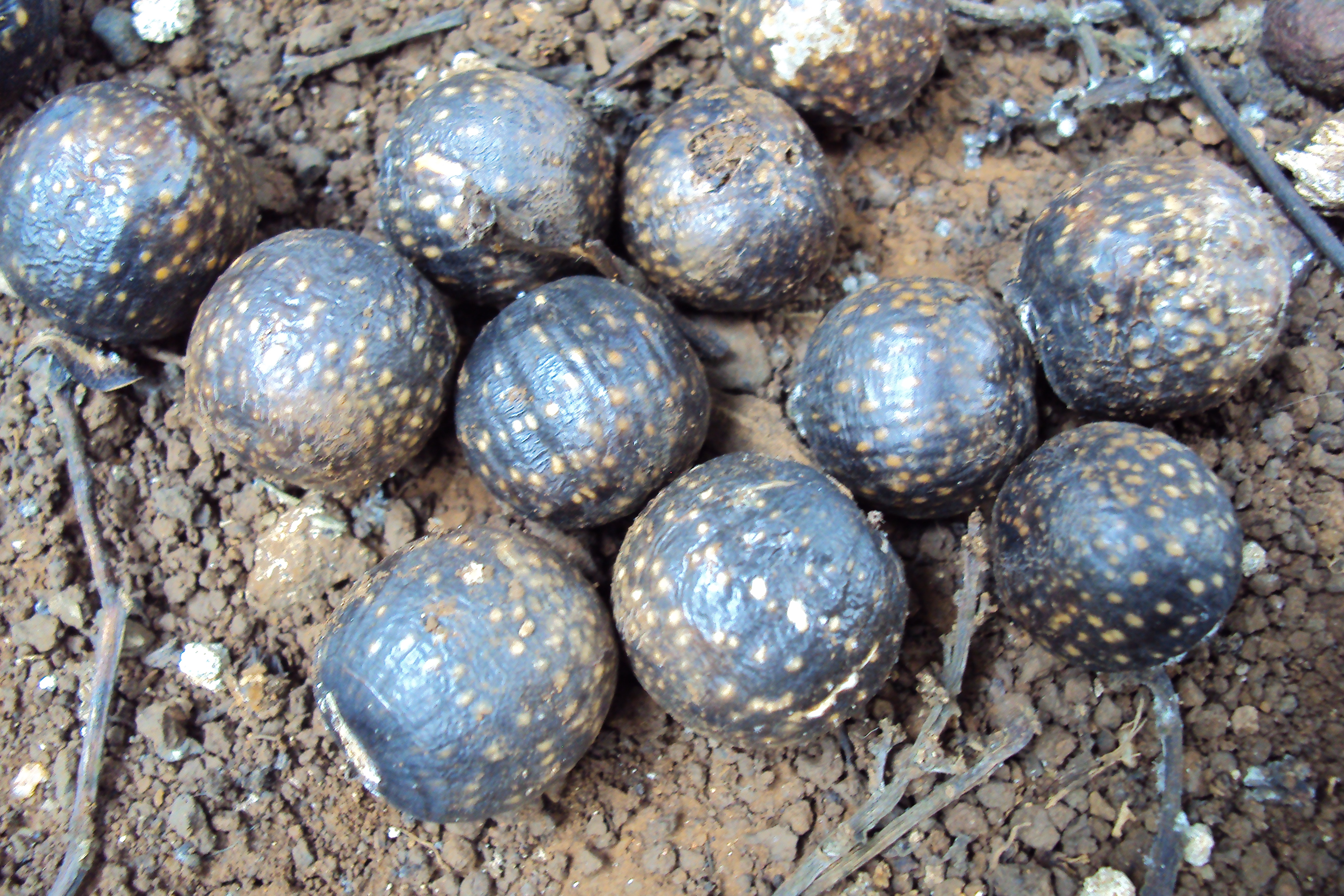
Fruits mouchetés (à La Réunion).

## Utilisation

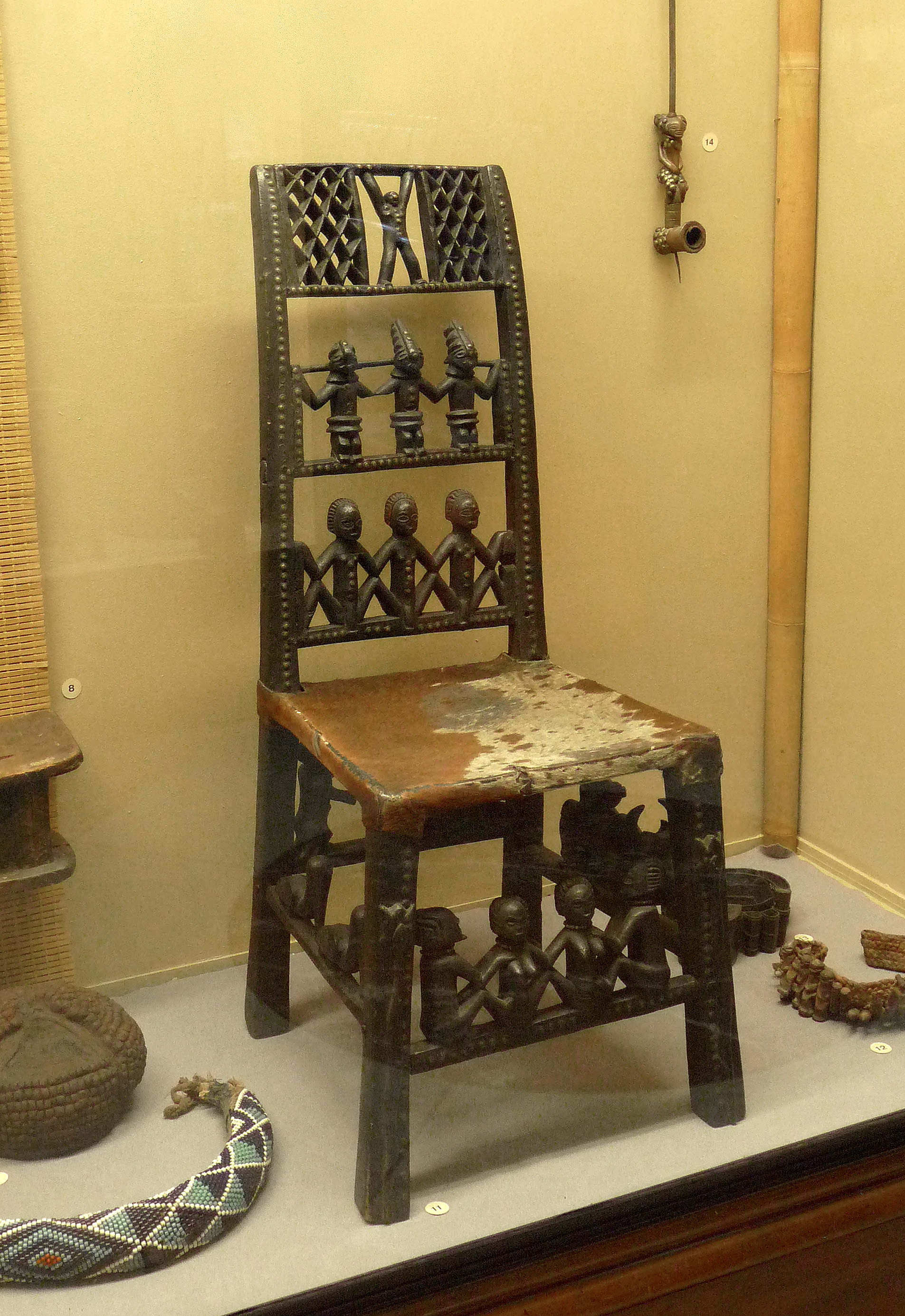
Siège tchokwé (RDC ou Angola) en bois de Vitex doniana.

La graine, comestible, peut fournir une boisson sucrée et possède des vertus médicinales. En Afrique, les Gude fabriquent une mélasse destinée à aromatiser les plats à partir de la pulpe de ses fruits.
Les jeunes feuilles de Vitex doniana peuvent être utilisées comme tisane pour faciliter la digestion mais aussi pour le traitement de l'anémie et de la dysenterie. 
Au Burkina Faso, cette plante est également utilisée pour traiter les règles douloureuses.  
Résistant aux termites, le bois est utilisé pour la construction, la menuiserie (pirogues, tambours, petits objets) et en tant que combustible.